# 羅曼斯卡婭星
小行星3761（3761 Romanskaya）是一颗围绕太阳公转的小行星。1936年7月25日，格里高利·尼明在克里米亚天體物理天文台发现了此天体。
小行星以前蘇聯女天文學家索非亞·羅曼斯卡婭（Sofia Romanskaya 1886 - 1969）命名。
这颗小行星的绝对星等为11.49等。